# Andrea de' Mozzi
Andrea dei Mozzi o Andrea de' Mozzi, nacido en Florencia y fallecido en 1296, fue un obispo católico italiano, obispo de Florencia del 1287 al 1294, después de Iacopo da Castelbuono.
Fue transferido por el papa Bonifacio VIII a Vicenza en 1295 por un escándalo que le hizo ser el personaje de la Divina comedia de Dante.
Tuvo un sobrino con el mismo nombre.

## Biografía
De origen florentina, inició su carrera en el claro como capellán primero del papa Alejandro IV y después del papa Gregorio IX. A Roma él medió las relaciones entre la curia y los institutos de crédito florentinos que cumplían numerosas transacciones financieras en las ciudades pontificias.
En el 1280, como cánonico de Santa Reparata (desde el 1272) y subdelegado pontificio en Toscana, estuvo después del Cardenal Latino y celebró la pomposa y efímera pacificación entre güelfos y gibelinos, bajo encargo del papa Nicolás III.
Su familia, la familia Mozzi, había sido muy hospitalaria hacia el papa Gregorio X, ya que se hospedó en el Palazzo Mozzi, y en su honor había fundado la iglesia de San Gregorio in Pace (hoy engoblada en el Museo Bardini). Canónico, fue elegido obispo después de ocho meses de sede episcopal vacante y una de sus primeras iniciativas fue la de reconstituir las financias de la Mensa Vescovile, es decir del conjunto de bienes de la diócesis, de la cual defendió sus derechos con determinación. Durante su episcopado fue puesta la base tanto de la nueva Basílica de Santa Cruz quizás bajo el proyecto de Arnolfo di Cambio para los frailes franciscanos, tanto del Hospital de Santa Maria Nuova, gracias a la iniciativa de Folco Portinari en el 1288, bajo estímulo del mismo obispo. Procuró privilegios al Capitolo florentino, del que había pertenecido como Canónico.
Fue un hombre que sostuvo numerosas peleas recibiendo de los partidos opuestos amarguras y difamaciones. Algunas de sus actitudes de nepotismo le valieron un par de entredichos papales por el escándalo creado. Escribió también algunos tratados de teología que despertaron cierto embarazo por la concentración de errores e inexactitudes.

### Últimos años y muerte
En el 1295 fue transferido a la sede obispal de Vicenza, por Bonifacio VIII, donde murió en el mismo año o al inicio del sucesivo.

## Legado
De esta transferencia los antiguos comentadores revelan un cierto ruido público, y quizás muy probablemente seguido por un escándalo. Según el comentador Benvenuto, era un hombre vicioso y tonto "deshonestísimo y de poco sentido" y Dante tuvo oportunidad de conocerlo en su juventud y fue quizás golpeado por el eco de las voces sobre esta figura, tanto que lo puso en el Infierno en el círculo de los sodomitas, marcado con palabras desdeñosas y sin indicar directamente el nombre (Canto XV, versos 110-115).

...y si de ver

esa tiñosa caterva tendrías el deseo

verás aquel que por el siervo de los siervos

fue trasladado del Arno al Bacchiglione

donde dejó sus mal extendidos nervios.

En estos versos habla Brunetto Latini, que muestra a Dante otros personajes colocados en el círculo infernal: "Si tienes ganas de ver aquí un personaje de gran inmundicia, puedes [ver] a aquel que fue transferido por Bonifacio VIII de la ciudad del Arno (Florencia) a aquella del Bacchiglione (Vicenza).". La historia debía ser tan conocida en la época que no necesitaba de especificar el nombre de la persona en cuestión.
Después de él fue elegido obispo Francesco Monaldeschi.